# Fulvia Franco
Fulvia Franco, née à Trieste le 21 mai 1931 et morte à Rome le 15 mai 1988, est une actrice italienne.

## Biographie
Fulvia Franco est à Trieste. Fille d'un homme d'affaires, Fulvia Franco a remporté la troisième édition de Miss Italie, concours de beauté organisé en 1948 à Stresa,
: en tant que gagnante, elle reçoit un petit rôle dans le film,  Totò al giro d'Italia , avec Totò, qui était membre du jury . Grâce au succès du film, Fulvia Franco continue sa carrière cinématographique, apparaissant même dans des rôles principaux. Son plus important rôle apprécié par la critique est la veuve sensuelle dans l'épisode L'avventura di un soldato, le premier film de Nino Manfredi, qui faisait partie du film Les Amours difficiles.
Fulvia Franco a été l'épouse de l'acteur et boxeur Tiberio Mitri de 1950 à 1954. Elle a joué avec lui dans plusieurs fotoromanzi .

## Filmographie partielle
- 1948 : Totò au Tour d'Italie (Totò al giro d'Italia) de Mario Mattoli
- 1949 : Romanticismo de Clemente Fracassi
- 1952 : Le Roman de ma vie (Il romanzo della mia vita) de Lionello De Felice
- 1955 : Plus près du ciel (La catena dell'odio) de Piero Costa
- 1955 : Les Aventures et les Amours de Casanova (Le avventure di Giacomo Casanova) de Steno
- 1957 : Dites 33 (Totò, Vittorio e la dottoressa) de Camillo Mastrocinque
- 1957 : Belles de l'air (Le belle dell'aria) de Mario Costa et Eduardo Manzanos Brochero
- 1957 : Peppino, le modelle e... "chella llà" de Mario Mattoli
- 1958 : La Tempête (La tempesta) de Alberto Lattuada
- 1959 : Hercule et la Reine de Lydie (Ercole e la regina di lidia) de Pietro Francisci
- 1959 : L'Archer noir de Piero Pierotti : la gitane
- 1962 : Les Amours difficiles (L'amore difficile), épisode : L'Aventure d'un soldat (L'avventura di un soldato) de Nino Manfredi
- 1963 : Hercule, Samson et Ulysse (Ercole sfida Sansone) réalisé par Pietro Francisci
- 1964 : Haute Infidélité (Alta infedeltà), film à sketches - segment Scandaloso de Franco Rossi